# Шаумян (Краснодарський край)
Шаумян — село в Туапсинському районі Краснодарського краю. Центр Шаумянського сільського поселення
Населення — 1,4 тис. осіб (1999). 
Село Шаумян розташовано на берегах річки Елісаветка (притока Пшиша), на автотрасі Туапсе (близько 40 км) — Хадиженськ, залізнична платформа Шаумян на лінії Армавір — Туапсе.

## Історія
- Станиця Елісаветпільська заснована в 1864 році козаками Кубанского козацького війська на місці виселеного черкеського аулу
- 4 грудня 1869 року станиця Елісаветпольська перетвориться в селище Елісаветпільське
- 10 березня 1925 року село Елісаветпільське стає адміністративним центром утвореного Вірменського національного району Північно-Кавказького краю
- У 1936 році село отримало ім'я Шаумян на честь революціонера Степана Шаумяна
- У 1953 роки у зв'язку з ліквідацією Вірменського національного району село увійшло до складу Туапсинського району.

## Адміністративний поділ
До складу Шаумянського сільського поселення крім села Шаумян входять також: 
- хутір Аф-Постик (Афанас'євський Постик) (67 чол.)
- селище Горний (1 053 чол.)
- хутір Крайня Щель (8 чол.)
- село Навагінське (333 чол.)
- хутір Остовськая Щель
- село Садове (519 чол.)
- хутір Шубинка (101 чол.)

Населення (1999) всього 3 469 осіб.